# Loi de 2003 sur la modification de la description du sexe et du statut sexuel
 (juin 2020).
La loi de 2003 sur la modification de la description du sexe et du statut sexuel (loi no 49 de 2003) ou Alteration of Sex Description and Sex Status Act, 2003 est une loi du Parlement sud-africain qui permet à une personne de changer, sous certaines conditions, son sexe tel qu'il est enregistré dans le registre de la population . 
En vertu de la loi, trois types de personnes peuvent demander au Département des affaires intérieures de changer la description du sexe dans leur acte de naissance : les personnes qui ont subi une réassignation sexuelle chirurgicale ou médicale, les personnes dont les caractéristiques sexuelles ont évolué naturellement et les personnes intersexuées. La personne effectuant la demande doit soumettre des rapports médicaux décrivant sa situation; dans le cas des personnes intersexuées, elles doivent également soumettre un rapport psychologique attestant qu'elles ont vécu pendant deux ans sous l'identité de genre correspondant au sexe dont la mention est souhaitée. 
Si la demande est refusée, elle peut faire l'objet d'un recours auprès du ministre de l'Intérieur, et si l'appel est rejeté, la décision peut être contestée devant la Magistrate's Court (en) . Une fois la demande approuvée, le Ministère délivre un nouveau certificat de naissance et un nouveau document d'identité. Le changement de sexe est valable à toutes fins, mais n'affecte aucun des droits ou obligations de la personne avant qu'il ne se produise. 
La loi a été critiquée par le groupe de soutien trans du Cap car un traitement médical ou chirurgical est nécessaire avant qu'un changement puisse être enregistré. À l'inverse, le Parti chrétien-démocrate africain (ACDP) s'est opposé à l'acte, en raison de leur conviction que le sexe est déterminé biologiquement à la naissance. L'ACDP et National Action ont été les seuls partis à voter contre le projet de loi à l'Assemblée nationale.  
En 2013, il a été signalé, en réponse à une question au Parlement, que 95 personnes avaient légalement changé de sexe en vertu de la loi. Il a également été signalé que des problèmes ont été rencontrés par des personnes souhaitant effectuer le changement, parce que les fonctionnaires ne sont pas cohérents dans leur interprétation des exigences médicales.  